# Oswaldo Vizcarrondo
Oswaldo Augusto Vizcarrondo Araujo (Caracas, 31 de mayo de 1984) es un exfutbolista y entrenador venezolano que actualmente es seleccionador U-17 en las inferiores de Venezuela. Jugaba como defensa y su último equipo fue el AS Sautron de la National 2 de Francia.

## Trayectoria

### Como jugador
Oswaldo Vizcarrondo hace su debut en el fútbol venezolano en el año 2001 en la segunda división con el Caracas Fútbol Club "B"; luego en el año 2002 es ascendido al primer equipo donde se ganaría un puesto como titular indiscutible.
En el año 2007, luego de su buen rendimiento junto al Caracas en la Copa Libertadores 2007 en la que avanzó hasta octavos de final, fue a probar suerte en Argentina con el Rosario Central, pero las lesiones impiden que juegue y continúe en el club, volviendo a Venezuela para reintegrarse nuevamente al Caracas Fútbol Club para disputar
la Copa Libertadores 2008.
En el 2009 es fichado por el Club Olimpia de Paraguay, donde tuvo un difícil comienzo para más tarde convertirse en uno de los ídolos de la afición. En el clásico del fútbol paraguayo ante Cerro Porteño, registrado en la 18.ª fecha del Torneo Apertura marcó los dos goles para darle la victoria a su club.
En el 2010 es contratado por el Once Caldas de Colombia para jugar la Copa Libertadores 2010, el campeonato colombiano y la Copa Colombia, logrando el título del Torneo Finalización.
Para el Clausura 2011 es fichado por el Deportivo Anzoátegui de la Primera División de Venezuela. En julio de 2011 es fichado por el Olimpo de Bahia Blanca de la Primera División Argentina después de su excelente desempeño en la Copa América de ese mismo año.
Vizcarrondo fue uno de los refuerzos del Club América para el Clausura 2012 mexicano, firmando un contrato por tres años. Debutó el 20 de enero de 2012 contra Estudiantes Tecos, el partido terminó 1-1. Sin embargo no logró cuajar en el equipo por lo que es cedido al Club Atlético Lanús de Argentina en julio de 2012.
Fue traspasado al FC Nantes que en mayo de 2013 obtuvo el ascenso a la Primera División de Francia, club en cual compartió con sus compatriotas Gabriel Cichero  y Fernando Aristeguieta, y donde llegó a ser capitán. Jugó 97 partidos y marcó 3 goles en 4 temporadas usando el dorsal N.º 4.
El 23 de junio de 2017 el Troyes, recién ascendido a la Primera División de Francia, anunció su contratación por los próximos dos años.
En julio de 2019, acabado su contrato se decidió de no renovarle y quedó como agente libre. En enero de 2020 se incorpora al AS Sautron —club que hace vida en un pequeño poblado cerca de Nantes, donde vistió los colores amarillos del club de esa ciudad en la Ligue 1— de la Cuarta División de Francia en donde además de ser jugador, fue parte de su cuerpo técnico. En junio de 2021 Vizcarrondo se retiró como jugador para pasar a ser asistente técnico en dicho club.

## Selección nacional
Debutó con la Selección de fútbol de Venezuela el 10 de marzo de 2004 contra Honduras bajo el mando del seleccionador Richard Páez.
En agosto de 2009 fue llamado nuevamente al seleccionado nacional, esta vez bajo la conducción del entrenador César Farías, para disputar un encuentro amistoso ante Colombia en el cual no solo jugó como titular sino que hasta marcó el gol de la victoria para su equipo.

### Goles internacionales
| Gol | Fecha                   | Sede                                                    | Oponente | Marcador | Resultado | Competencia                     |
| --- | ----------------------- | ------------------------------------------------------- | -------- | -------- | --------- | ------------------------------- |
| 1.  | 12 de agosto de 2009    | Giants Stadium, Nueva Jersey, Estados Unidos            | Colombia | 2 – 1    | 2 – 1     | Amistoso                        |
| 2.  | 11 de agosto de 2010    | Estadio Rommel Fernández, Panamá, Panamá                | Panamá   | 1 – 0    | 1 – 3     | Amistoso                        |
| 3.  | 7 de octubre de 2010    | Estadio Ramón Tahuichi Aguilera, Santa Cruz, Bolivia    | Bolivia  | 2 – 0    | 3 – 1     | Amistoso                        |
| 4.  | 29 de marzo de 2011     | Estadio Qualcomm, San Diego, Estados Unidos             | México   | 1 – 1    | 1 – 1     | Amistoso                        |
| 5.  | 6 de julio de 2011      | Estadio San Juan del Bicentenario, San Juan, Argentina  | Chile    | 1 – 0    | 2 – 1     | Copa América 2011               |
| 6.  | 15 de noviembre de 2011 | Polideportivo de Pueblo Nuevo, San Cristóbal, Venezuela | Bolivia  | 1 – 0    | 1 – 0     | Eliminatorias Copa Mundial 2014 |
| 7.  | 23 de mayo de 2012      | CTE Cachamay, Ciudad Guayana, Venezuela                 | Moldavia | 3 – 0    | 4 – 0     | Amistoso                        |

## Participaciones internacionales

### Campeonato Sudamericano Sub-17
| Sudamericano Sub-17 | Sede | Resultado    |
| ------------------- | ---- | ------------ |
| Sudamericano 2001   | Perú | Cuarto lugar |

### Juegos Bolivarianos
| Juegos Bolivarianos      | Sede    | Resultado         |
| ------------------------ | ------- | ----------------- |
| Juegos Bolivarianos 2001 | Ecuador | Medalla de Bronce |

### Juegos Centroamericanos y del Caribe
| Juegos Centroamericanos y del Caribe      | Sede        | Resultado        |
| ----------------------------------------- | ----------- | ---------------- |
| Juegos Centroamericanos y del Caribe 2002 | El Salvador | Cuartos de final |

### Campeonato Sudamericano Sub-20
| Sudamericano Sub-20 | Sede    | Resultado    |
| ------------------- | ------- | ------------ |
| Sudamericano 2003   | Uruguay | Primera fase |

### Preolímpico Sudamericano Sub-23
| Torneo Preolímpico | Sede  | Resultado    |
| ------------------ | ----- | ------------ |
| Preolímpico 2004   | Chile | Primera fase |

### Copa América
| Copa América            | Sede           | Resultado        | Partidos | Goles |
| ----------------------- | -------------- | ---------------- | -------- | ----- |
| Copa América 2007       | Venezuela      | Cuartos de final | 0        | 0     |
| Copa América 2011       | Argentina      | Cuarto lugar     | 6        | 1     |
| Copa América 2015       | Chile          | Fase de grupos   | 3        | 0     |
| Copa América Centenario | Estados Unidos | Cuartos de final | 3        | 0     |

## Clubes
| Club                 | País                | Año                 | Partidos | Goles |
| -------------------- | ------------------- | ------------------- | -------- | ----- |
| Caracas              | Venezuela           | 2002 - 2007         | 99       | 3     |
| Rosario Central      | Argentina           | 2007 - 2008         | 2        | 0     |
| Caracas              | Venezuela           | 2008 - 2009         | 23       | 5     |
| Olimpia              | Paraguay            | 2009                | 27       | 5     |
| Once Caldas          | Colombia            | 2010                | 28       | 3     |
| Deportivo Anzoátegui | Venezuela           | 2011                | 14       | 1     |
| Olimpo               | Argentina           | 2011                | 14       | 0     |
| América              | México              | 2012                | 12       | 1     |
| Lanús                | Argentina           | 2012 - 2013         | 32       | 0     |
| Nantes               | Francia             | 2013 - 2017         | 122      | 3     |
| Troyes               | Francia             | 2017 - 2019         | 23       | 0     |
| Total en su carrera  | Total en su carrera | Total en su carrera | 396      | 21    |

## Palmarés

### Campeonatos nacionales
| Título                        | Club        | País      | Año     |
| ----------------------------- | ----------- | --------- | ------- |
| Torneo Apertura               | Caracas     | Venezuela | 2002    |
| Primera División de Venezuela | Caracas     | Venezuela | 2002/03 |
| Torneo Apertura               | Caracas     | Venezuela | 2003    |
| Torneo Clausura               | Caracas     | Venezuela | 2004    |
| Primera División de Venezuela | Caracas     | Venezuela | 2003/04 |
| Torneo Clausura               | Caracas     | Venezuela | 2006    |
| Primera División de Venezuela | Caracas     | Venezuela | 2005/06 |
| Torneo Clausura               | Caracas     | Venezuela | 2007    |
| Primera División de Venezuela | Caracas     | Venezuela | 2006/07 |
| Torneo Finalización           | Once Caldas | Colombia  | 2010    |

### Distinciones individuales
| Distinción                                                                        | Año  |
| --------------------------------------------------------------------------------- | ---- |
| Incluido 4 veces en el once ideal de la Copa Libertadores 2010 por la Agencia EFE | 2010 |
| Incluido en el once ideal de la Copa América 2011 por la Conmebol                 | 2011 |